# Kimberley Eeson
Kimberley Ann Eeson, née le 19 septembre 1989 à Harare, est une nageuse zimbabwéenne.

## Carrière
Kimberley Eeson est médaillée d'argent des relais 4 x 200 mètres nage libre et 4 x 100 mètres quatre nagesaux Jeux africains de 2007 à Alger.